# Königshof (Hannover)

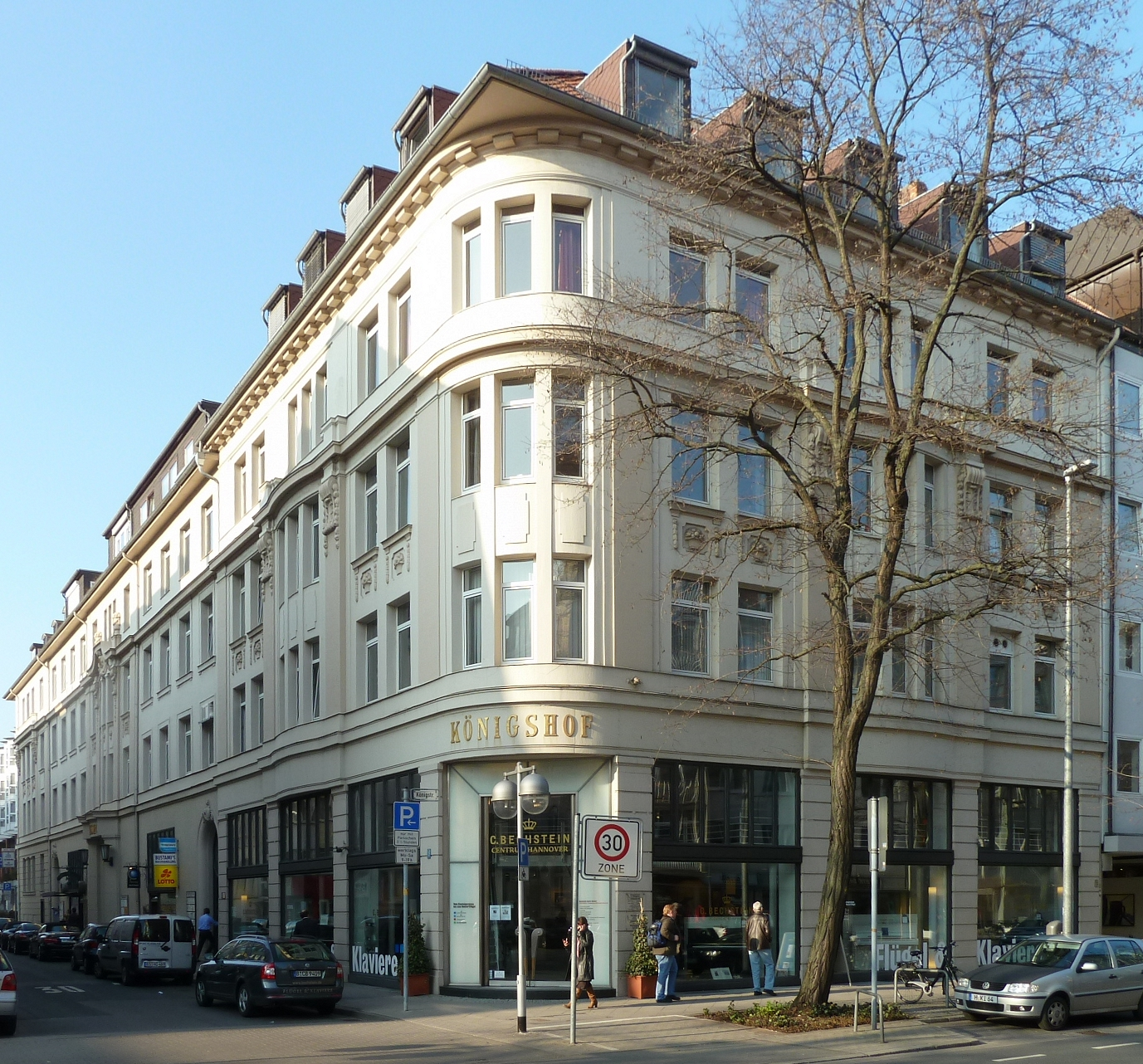
Der sparsam dekorierte, die Horizontale betonende Königshof mit seinen abgerundeten Ecken; hier der Blick von der Königstraße 50 entlang der Hinüberstraße

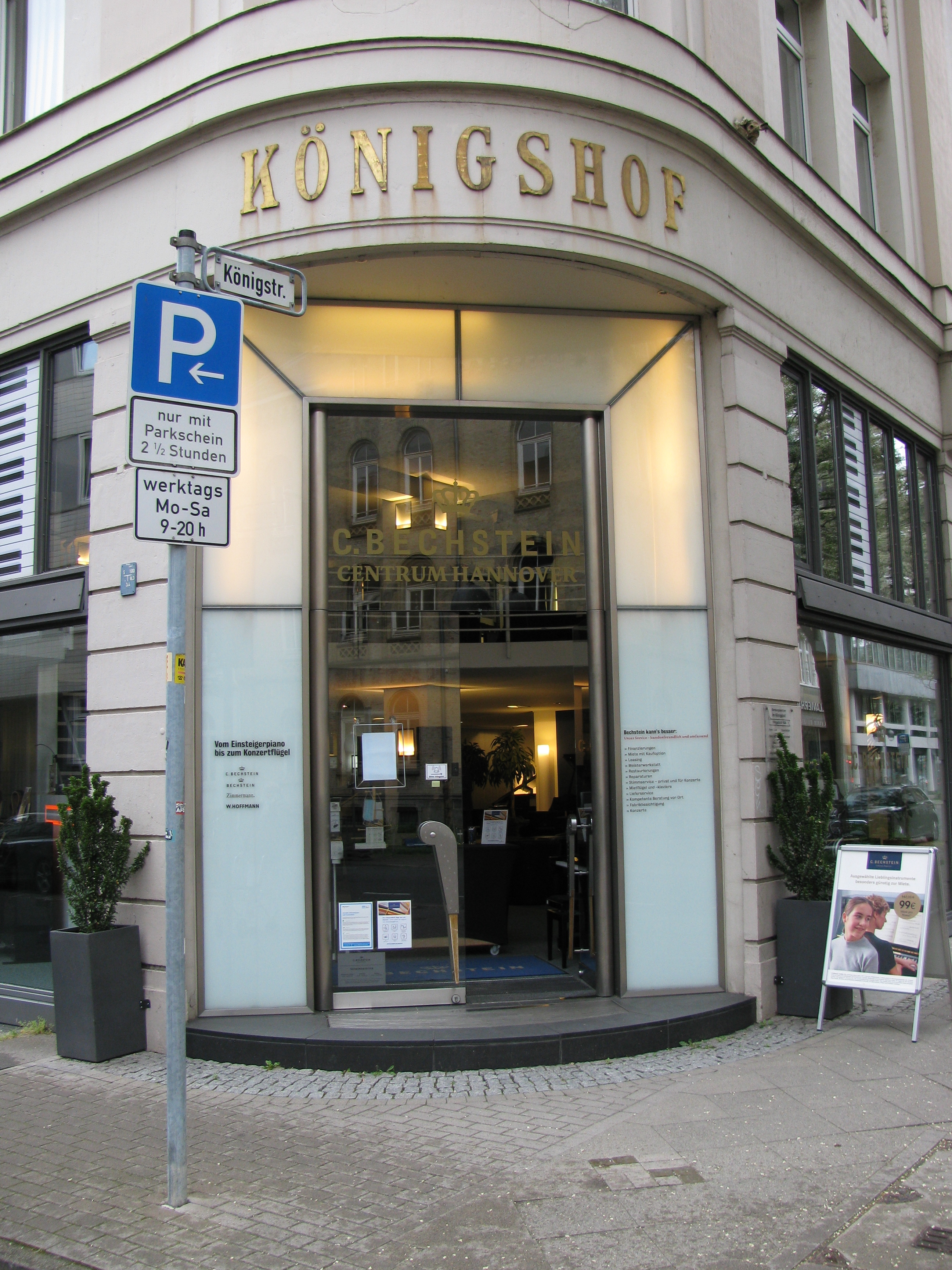
Vor dem Eingang vom C. Bechstein Zentrum Hannover wurden 2014 fünf Stolpersteine verlegt

Der Königshof in Hannover ist ein denkmalgeschützter Gebäudekomplex im Stadtteil Mitte, der sich von der Königstraße 50a über die Hinüberstraße 4 bis zur Ferdinandstraße erstreckt. Das im Auftrag des hannoverschen Kaufmannes Henry Ahlckes als Bauherrn nach Entwürfen der Architektengemeinschaft Jürgens und Menke einheitlich geplante Büro- und Geschäftshaus wurde in den letzten Friedensjahren von 1913 bis 1914 errichtet und umfasste dann auch einzelne Wohneinheiten, die schon damals mit einem Fahrstuhl erreicht werden konnten.
Das viergeschossige Bauwerk mit seinen gerundeten Ecken wurde nur sparsam dekoriert. Stattdessen vermitteln plastische, zwischen den Geschossen verlaufende Bänder eine starke Betonung der Horizontale. So wahrt der Bau trotz seiner erheblichen Ausmaße die Maßstäblichkeit seiner Umgebung und ist daher von hoher städtebaulicher Bedeutung.

## Geschichte
Zu den ersten Mietern des Könighofes zählte der Facharzt für Magen-, Darm- und Stoffwechselkrankheiten Adolf Badt, der ab 1914 im Hause praktizierte und mit seiner Familie auch im Hause Wohnsitz nahm.
Nach dem Ersten Weltkrieg eröffnete der Chirurg Carl Salomon 1919 seine Praxis im Gebäude und mietete sich ebenfalls mit seiner Familie ein.
Nach der Machtergreifung durch die Nationalsozialisten begannen systematische Verfolgungen von jüdischen Bürgern, zu denen auch die im Königshof wohnenden Familien Badt und Salomon zählten. 1938 nahmen die Entrechtungen einen vorläufigen Höhepunkt, als den beiden Fachärzten die Zulassung zur Ausübung ihrer Berufe entzogen wurde. Daraufhin verzog Carl Salomon im September 1939 mit seiner Ehefrau Käthe nach München, wo er noch eine Zeit lang die Leitung des dortigen Jüdischen Krankenhauses übernehmen konnte. Von dort aus wurde das Ehepaar am 3. April 1942 in das Ghetto von Piaski verschleppt und später an einem unbekannten Ort ermordet.
In Hannover musste die Familie des Internisten Adolf Badt den Königshof verlassen und zwangsweise zunächst in eines der sogenannten „Judenhäuser“ eingewiesen. Am 23. Juli 1942 wurden das Ehepaar Badt nach Theresienstadt deportiert, wo Badt am 3. März 1943 umkam. Seine Frau Clementine Badt wurde im Oktober 1944 nach Auschwitz verschleppt und ermordet. Ihr geistig behinderter Sohn Emil wurde als „Patient“ in der Jacoby’schen Anstalt in Sayn bei Koblenz verbracht, von dort 1942 deportiert und im Vernichtungslager Sobibor ein Opfer des Massenmords an behinderten Menschen.
Der 2006 bei der Bezirksstelle Hannover der Ärztekammer Niedersachsen gegründete Arbeitskreis „Schicksale jüdischer Ärzte in Hannover“ initiierte und organisierte die dann am 6. Oktober 2014 erfolgte Verlegung von fünf Stolpersteinen vor dem Königshof mit einer Gedenkfeier. Zudem wurde im Ärztehaus in der Berliner Allee 20 ein Denkmal aufgestellt, das an die ermordeten Ärztekollegen und ihre Familien erinnert.

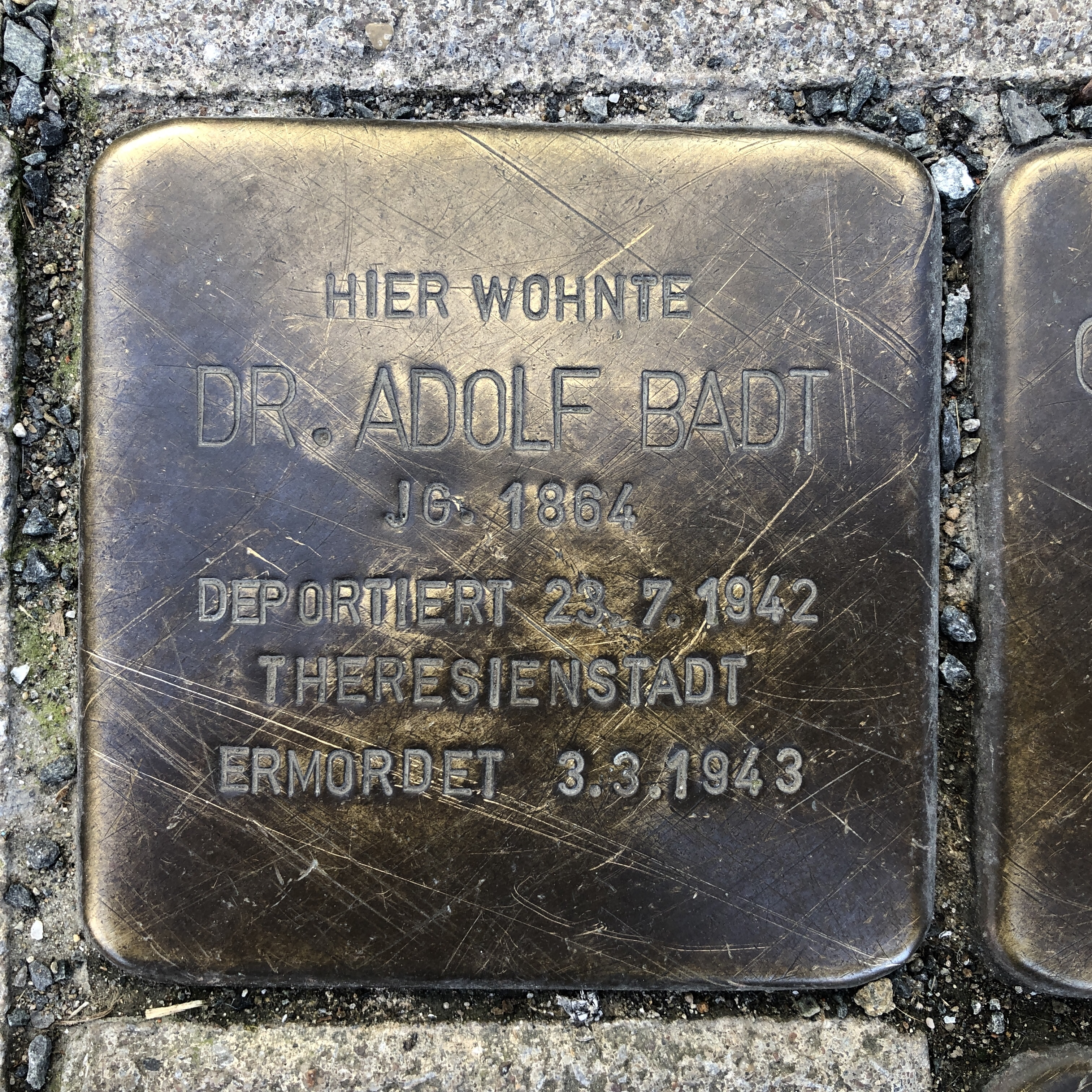
„Hier wohnte Adolf Badt“, Jahrgang 1864, deportiert am 23. Juli 1942 Theresienstadt, ermordet 3. März 1943
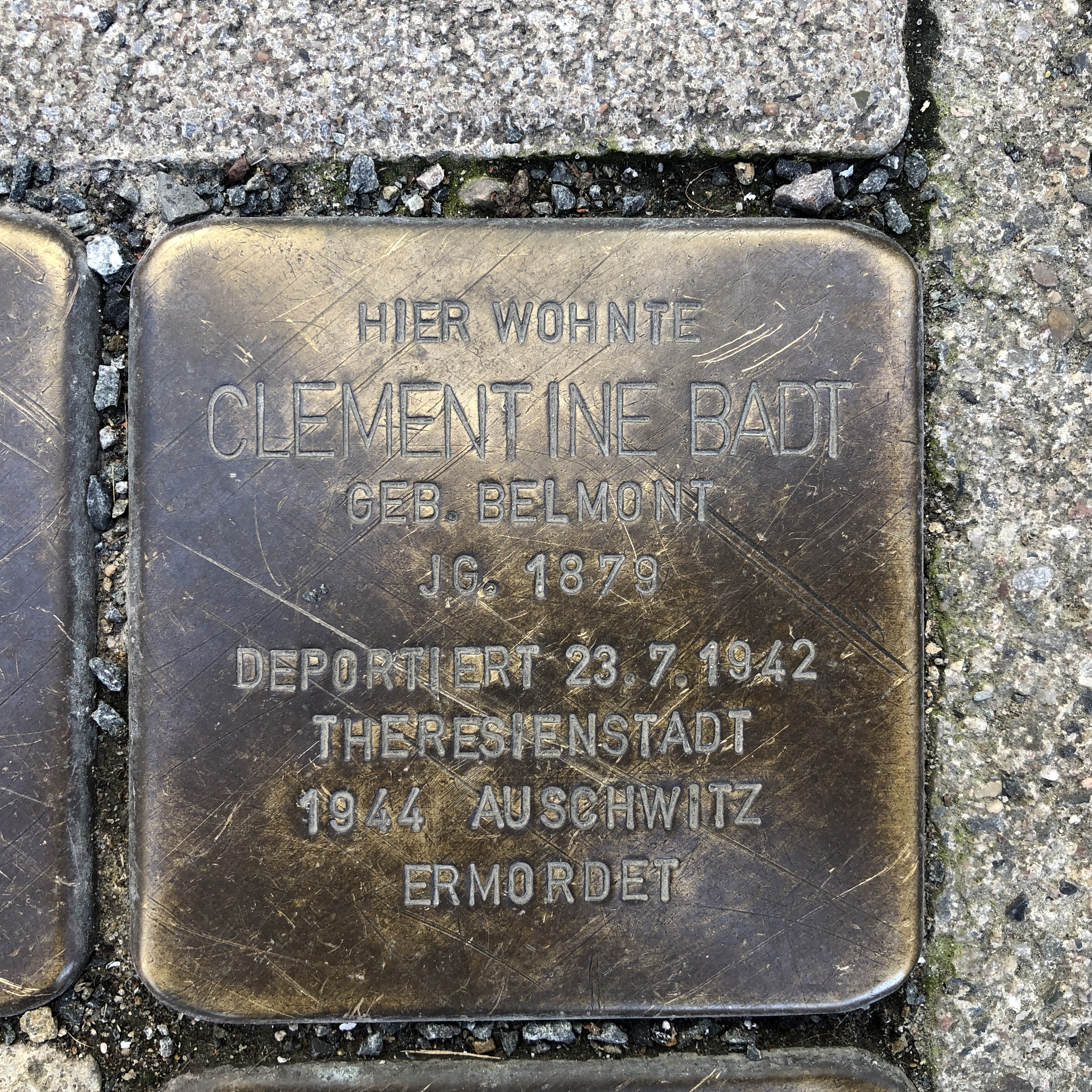
„Hier wohnte Clementine Badt“, geborene Belmont, Jahrgang 1878, deportiert 23. Juli 1942 nach Theresienstadt, 1944 im Konzentrationslager Auschwitz ermordet
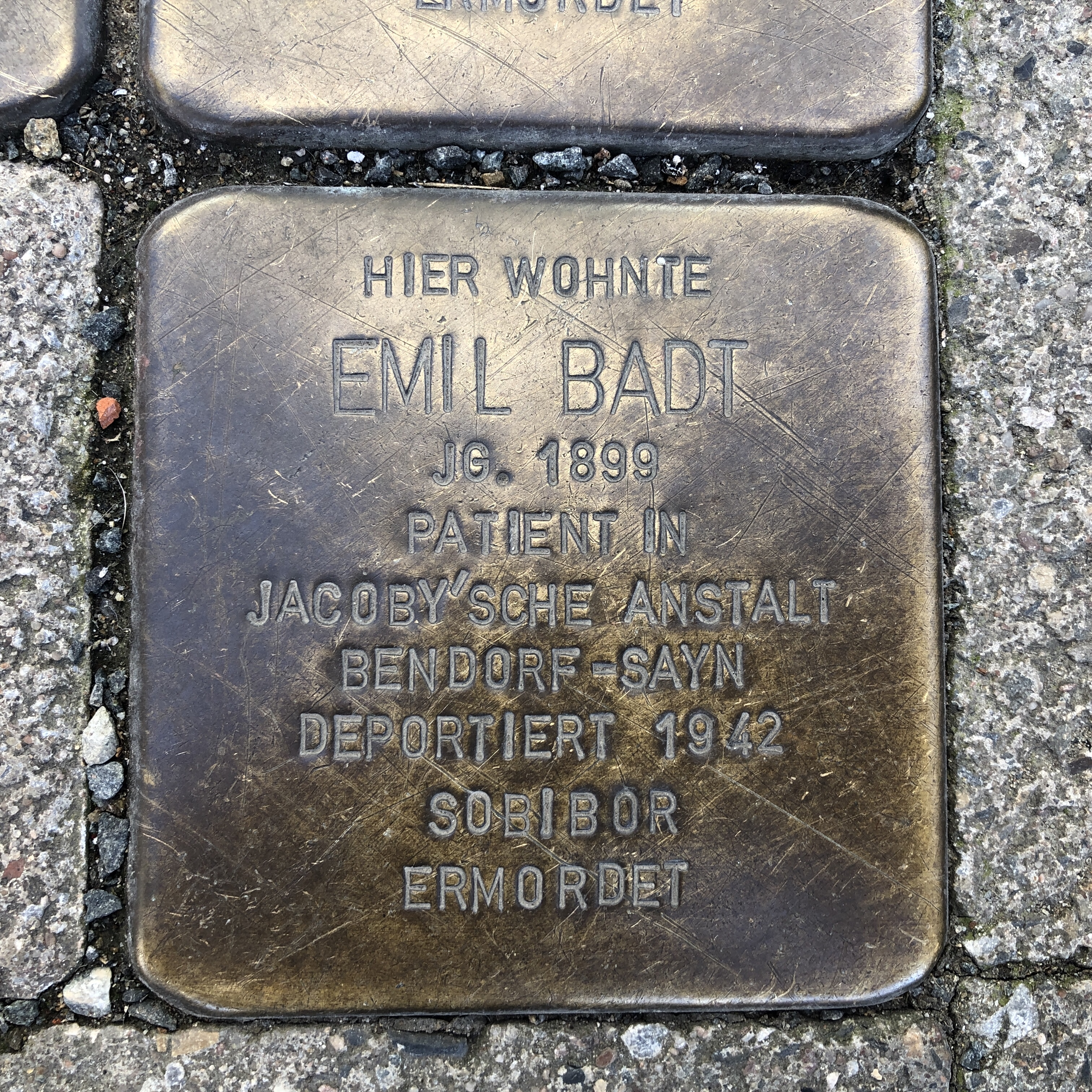
„Hier wohnte Emil Badt“, Jahrgang 1899, Patient in der Jacoby’schen Anstalt in Sayn, heute Bendorf bei Koblenz, deportiert 1942 und im Vernichtungslager Sobibor ermordet
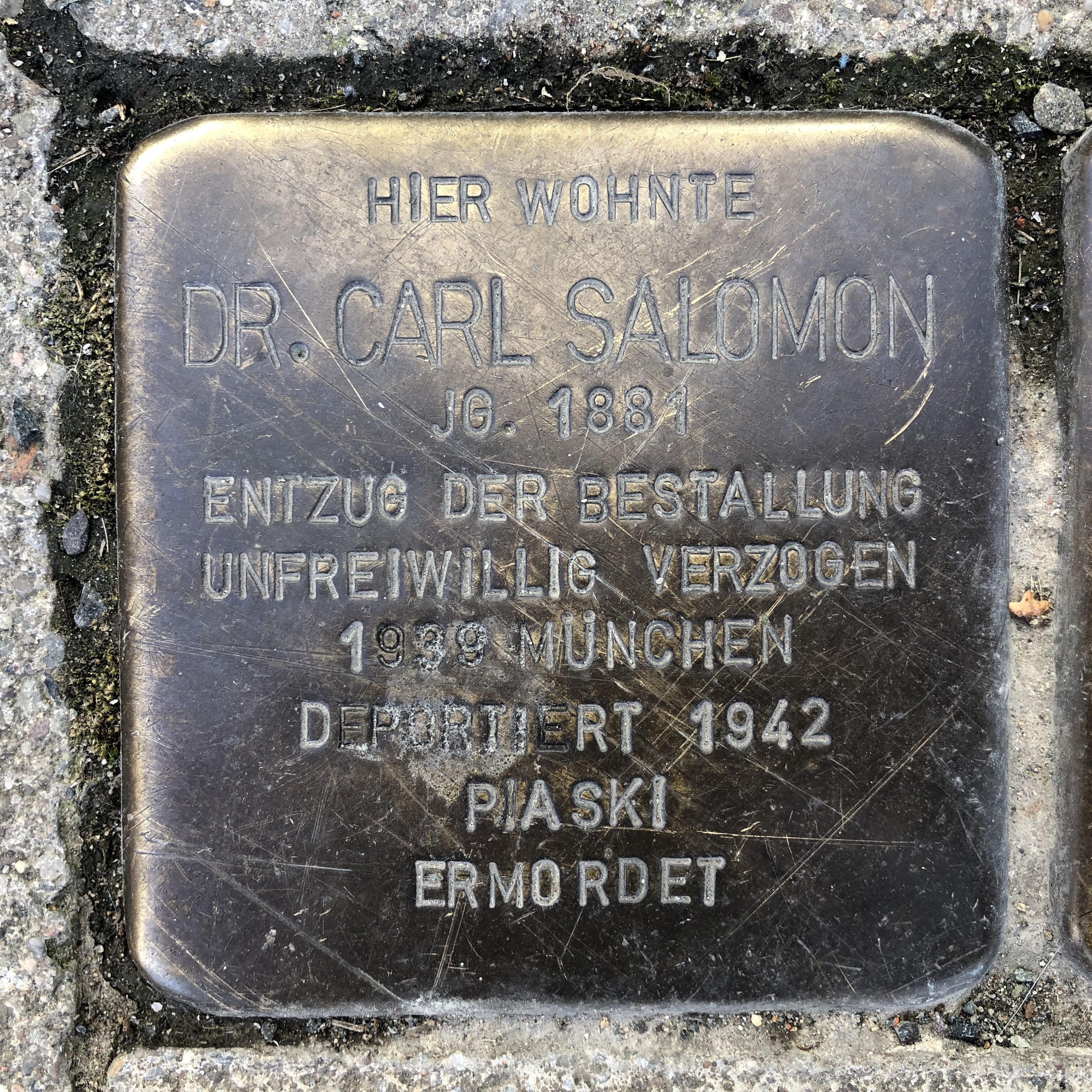
„Hier wohnte Dr. Carl Salomon“, Jahrgang 1881, nach Entzug der Bestallung 1939 unfreiwillig verzogen nach München, 1942 nach Piaski deportiert und ermordet
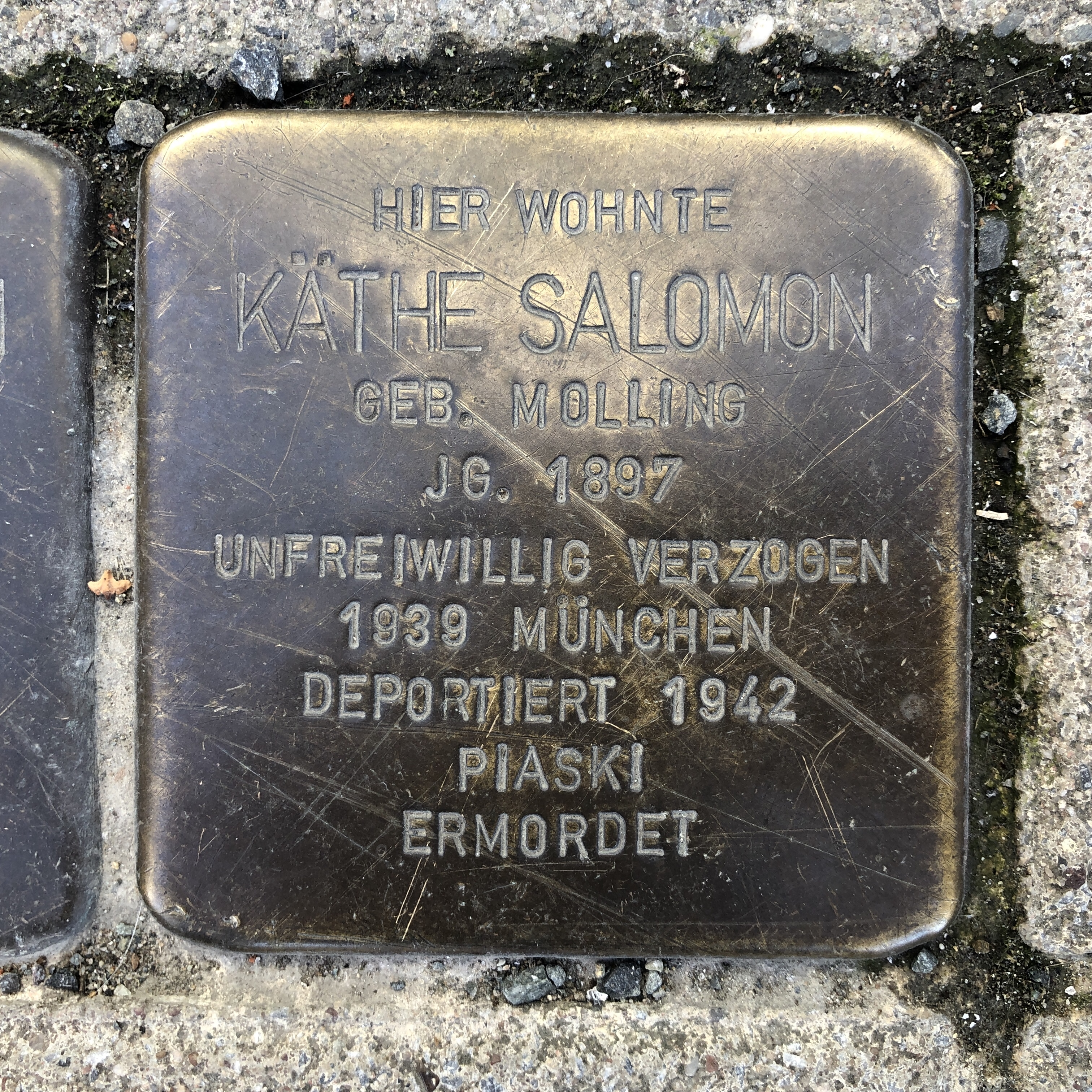
„Hier wohnte Käthe Salomon“, Jahrgang 1897, geborene Molling, 1939 unfreiwillig verzogen nach München, 1942 deportiert nach Piaski und ermordet